# Ocrepeira potosi
Ocrepeira potosi är en spindelart som beskrevs av Claude Lévi 1993. Ocrepeira potosi ingår i släktet Ocrepeira och familjen hjulspindlar. Inga underarter finns listade i Catalogue of Life.